# Deka
Deka je uglavnom pravokutni ili kvadratni komad tkanine koji najčešće služi za održavanje tjelesne topline kod spavanja.
Široko rasprostranjene su deke od vune ili ostalih prirodnih ili umjetnih materijala.
Deke se mogu rabiti i za druge svrhe kao na primjer:
- tijekom piknika kao podloga na travi ili plaži.
- može služiti i za gušenje vatre, kojuasi zbog nedostatka zraka
- stare deke se često rabe za zaštitu od ogrebotina i oštećenja na namještaju pri selidbi